# Walter Deverell
Walter Howell Deverell (Charlottesville, Virginia, 1 de octubre de 1827 – Londres, Reino Unido, 2 de febrero de 1854) fue un pintor y artista británico-estadounidense, estrechamente relacionado con la Hermandad Prerrafaelita.

## Biografía
Walter Howell Deverell nació en Charlottesville, Virginia, en el seno de una familia inglesa que se trasladó nuevamente a Gran Bretaña cuando Walter tenía solo dos años de edad. Estudió arte en la Real Academia de Arte, donde conoció a Dante Gabriel Rossetti. En 1851 compartió con Rossetti un estudio de pintura en el número 17 de Red Lion Square. Constaba de tres habitaciones en el primer piso, y la habitación del estudio, que daba al norte, tenía la ventana ampliada hasta el techo para que entrara más luz. Los prerrafaelitas (en inglés: Pre-Raphaelite Brotherhood, PRB) se habían fundado en 1848 y, bajo la influencia de Rossetti, la obra de Deverell comenzó a mostrar la repercusión del movimiento, al tiempo que conservaba rasgos más característicos de pintores de género anteriores, como Charles Robert Leslie.
Fue Deverell quien "descubrió" a Elizabeth Siddal, la primera modelo que inspiró algunos de los cuadros más notorios de los prerrafaelitas. Sin embargo, a pesar de su atracción por ella, Siddal se casó más tarde con Rossetti. El ayudante de Rossetti, Henry Treffry Dunn, fue recomendado para el puesto por Deverell. Tras la dimisión de James Collinson del PRB, Rossetti propuso que Deverell le sustituyera, pero nunca se tomó una decisión.
Deverell realizó muy pocas obras importantes y solo expuso cuatro cuadros antes de morir prematuramente de la enfermedad de Bright a los veintiséis años. Vivió en Kew, actualmente parte de Londres, donde pintó uno de sus cuadros, A Pet, en su casa.